# 헤이시 정권
헤이시 정권(일본어: 平氏政権 헤이시세이켄[*])은 일본 헤이안 시대 말기(1160년대 ~ 1185년)에 다이라노 기요모리(平清盛)를 중심으로 한 이세 헤이시(伊勢平氏)가 중앙 권력을 장악하고 만든 무가 정권을 말한다. 기요모리의 저택이 교토 로쿠하라(六波羅)에 있었던 것에서 따와 로쿠하라 정권(六波羅政権)이라고도 한다.

## 개요
이전의 학계에서는 헤이시 정권을 귀족 정권적인 성격이 강한 정권이었다고 보는 견해가 주류를 이루었으나, 1970년·1980년대 경부터는 헤이시 정권이 지토(地頭)와 슈고(国守護人)를 설치한 사실에 착안하여 최초의 무가 정권이라고 보는 견해는 유력해지고 있다.
헤이시 정권의 성립 시기에 대해서는 닌난 2년(1167년) 5월 선지를 시작으로 보는 견해와, 지쇼 3년의 정변(1179년)을 시작으로 보는 견해닌가 나와 있다. 전자의 선지는 다이라노 기요모리의 장남 다이라노 시게모리에게 도산도·도카이도·산요도·난카이도의 치안 경찰권을 위임한 내용으로 미나모토노 요리토모에게 모든 구니의 치안유지권을 승인한 겐큐 2년(1191년) 3월의 신제와 비견할 만한 것으로 평가되어, 무가 정권의 성격을 가진 헤이시 정권이 이 선지로 성립된 것으로 보는 견해이다. 한편, 후자는 지쇼 3년의 정변 때 헤이시 세력이 종래의 국가 기구의 지배권을 공고히 장악한 것을 중시하는 견해이다.
이 견해들을 종합하여, 일반적으로 헤이시 정권은 12세기 중반부터 단계적으로 성립되어(호겐의 난·헤이지의 난 등), 닌난 2년 5월 선지로 큰 전환점을 맞고, 지쇼 3년의 정변에 의해 완성된 것으로 여겨지고 있다.

## 같이 보기
- 헤이케
- 다이라노 기요모리
- 호겐의 난
- 헤이지의 난
- 겐페이 전쟁